# Point (hokej na ledu)
Point je v hokeju na ledu igralski položaj oz. igralec, ki običajno stoji na stičišču modre črte nasprotnikove obrambne tretjine in ograde. Izraz izvira iz angleščine, saj za takega igralca pravijo, da je »na točki« (»at the point«). Običajno sta igralca, ki igrata na tem položaju, branilca. Ime položaja je tako vzeto iz starih imen za obrambna položaja »cover point« in »point«. Med igro z igralcem več sta igralca na tem položaju znana kot pointa, čeprav eno od točk po navadi zasede napadalec in ne branilec. 
Naloga pointa je, da skuša obdržati plošček v napadalni tretjini, ko ga poskuša nasprotno moštvo izbiti iz svoje tretjine, da sprejme podajo napadalcev, ko je treba napad postaviti znova, in da strelja na gol od daleč, upajoč na zadetek, odboj h kateremu od soigralcev ali preusmeritev s strani katerega od soigralcev v gol. 